# Castello di Montalto (Tramonti)
Il Castrum di Montalto, detto anche Trivento, sorge sulla montagna omonima nel complesso dei monti Lattari, era una fortezza posta a presidio della Repubblica di Amalfi nel suo versante settentrionale che sorge nel comune italiano di Tramonti, nella frazione di Paterno Sant'Elia e Paterno Sant'Arcangelo.

## Territorio
Del castello resta ben poco, ma il sentiero che lo raggiunge offre spunti paesaggistici e storici notevoli. 
Il sito è raggiungibile dalla Strada provinciale 2, che da verso Sambuco di Ravello. Attualmente il sito è in stato di rudere.

## Storia
Edificato presumibilmente ai tempi del ducato di Amalfi, la fortezza di Montalto fu scenario di un'aspra battaglia nel 1127: i Normanni, capeggiati dall'ammiraglio Giorgio d'Antiochia, assaltarono il fortilizio, difeso dal castellano Giovanni Sclavo con un'ampia guarnigione di arcieri e balestrieri, in un primo momento i Tramontani riuscirono a difendere l'ormai ultimo baluardo difensivo su cui il Ducato di Amalfi riponeva le sue speranze di sopravvivenza dopo la capitolazione delle fortezze di Capri e Li Galli, successivamente i Normanni raddoppiarono gli effettivi, fu allora che il castello cadde in mano nemica nonostante la gagliarda resistenza dei cittadini di Tramonti. La capitolazione, seguita da quella della vicina fortezza di Ravello a monte Brusara, segnò la resa di Amalfi ai Normanni ed il declino dello splendore della Repubblica marinara. Negli anni successivi Tramonti passò dai Normanni agli Svevi e il suo castrum venne inserito, da Federico II, nella lista dei "castra exempta", ai castelli che venivano inscritti in questa lista la nomina del castellano spettava prettamente al sovrano.
Durante il regno di Federico II in caso di attacchi il castello avrebbe dato protezione alle città di Tramonti, Maiori e Agerola.
Nel 1349 Giovanna I d'Angiò donò il castrum al suo siniscalco Niccolò Acciaiuoli.
Nel 1422 durante la guerra fra Alfonso V d'Aragona e Luigi III d'Angiò, la regina Giovanna II di Napoli ordinò a Luca di Treccia e ad Artaldo de Luna di riconquistare Tramonti, i due riuscirono a prendere e saccheggiare il castrum. Successivamente alla morte di Alfonso V d'Aragona, Eleonora Orsini si ribellò al nuovo re Ferdinando I di Napoli riuscendo a muovere contro di lui Tramonti, nel 1460 re Ferdinando riuscì a riottenere pacificamente l'obbedienza dei casati di Tramonti, tranne che di quello di Cesarano che dovette conquistare con la forza, espugnando la fortezza di Montalto, nel 1461 il Re emanò un privilegio da cui tenne fuori proprio Cesarano per via della resistenza opposta al sovrano, per tale evento il castrum di Montalto fu abbandonato in favore di quello di  Maria la Nova, la cui costruzione fu iniziata per volere di Raimondo Orsini intorno al 1457.

## Castellani del castello di Montalto e le relative guardie assegnate
- Giovanni Sclavo (fl. 1127) è accertata la sua presenza durante l'assedio normanno del fortilizio.[1]
- Orlando (fl. 1269), si fa menzione di lui in un documento del 1269 insieme a 4 guardie.
- Raimondo di Braza (fl. 1274),si fa riferimento di lui in documento del 1274. *In un documento del 1277 e uno del 1278, la corte angioina richiede che il castellano accolga come soldati Giovanni di Suessione, Pietro Raimondo e Bernardo di Montolio.
- Ponzio d'Avignone (fl. 1278-1286), si fa menzione di lui in un documento del 1278, insieme a 4 guardie, nel 1286 aumentate a 16.
- Guglielmo Stendardo (1290-1308).
- Tommaso Stendardo (1308-?), figlio di Guglielmo, insieme a 6 guardie.
- Filippo Stendardo (?-?), figlio di Tommaso.
- Andrea de Miro (fl. 1422), di lui si fa menzione in un documento del 1422.
- Pinto Porco (fl. 142), di lui se ne fa menzione in una protesta di Notario Lisulo, tenuto nelle carceri del castello nel 1424.

Il castello di Montalto ha avuto un'importanza strategica non indifferente, in quanto nelle liste degli organici del castello degli anni: 1268, 1271, 1278, 1280 e nel 1283 il numero dei soldati rimane invariato.